# Układy
Układy (ang. Damages) – amerykański serial telewizyjny z Glenn Close i Rose Byrne w rolach głównych, emitowany od 24 lipca 2007 do 12 września 2012 roku przez stacje FX (serie 1–3) i Audience Network (serie 4–5).

## Daty premierowych emisji
- seria pierwsza (13 odcinków na kanale FX): od 24 lipca 2007 do 23 października 2007[1]
- seria druga (13 odcinków na kanale FX): od 7 stycznia 2009 do 1 kwietnia 2009[1]
- seria trzecia (13 odcinków na kanale FX): od 25 stycznia 2010 do 19 kwietnia 2010[1]
- seria czwarta (10 odcinków na kanale Audience Network): od 13 lipca 2011 do 14 września 2011[1]
- seria piąta (10 odcinków na kanale Audience Network): od 11 lipca 2012 do 12 września 2012[1]

W roku 2010 prawa do emisji w Stanach Zjednoczonych przejęła DirecTV, która wyemitowała premierowo dwie ostatnie serie na swoim kanale Audience Network.
W Polsce serial emitowany był przez stacje AXN i Polsat.

## Fabuła
Serial rozgrywa się na dwóch płaszczyznach czasowych: "teraz" i "6 miesięcy wcześniej". Akcja pierwszego odcinka rozpoczyna się od sceny, w której Ellen Parsons (Rose Byrne) biegnie zakrwawiona przez ulice Nowego Jorku. Dostaje się pod opiekę policjantów, którzy starają się ją przesłuchać, lecz bezskutecznie.
6 miesięcy wcześniej Ellen, młoda prawniczka zostaje zatrudniona do kancelarii adwokackiej Patty Hewes (Glenn Close), która prowadzi sprawę o odszkodowanie dla zwolnionych pracowników przeciwko biznesmenowi Arthurowi Frobisherowi (Ted Danson). Okazuje się, że siostra narzeczonego Ellen prowadziła interesy z firmą Frobishera. Teraz zaczyna być szantażowana przez jego ludzi. Ellen zaczyna nabierać podejrzeń, że Patty zatrudniła ją nie z uczciwych pobudek, lecz by zdobyć w niej źródło dojścia do Frobishera.

## Obsada
| Aktor              | Rola | Seria               | Seria               | Seria               | Seria               | Seria               |
| Aktor              | Rola | 1                   | 2                   | 3                   | 4                   | 5                   |
| ------------------ | --- | ------------------- | ------------------- | ------------------- | ------------------- | ------------------- |
| Glenn Close        | Patty Hewes, szefowa kancelarii prawniczej                                                                                         | główna postać       | główna postać       | główna postać       | główna postać       | główna postać       |
| Rose Byrne         | Ellen Parsons, młoda prawniczka | główna postać       | główna postać       | główna postać       | główna postać       | główna postać       |
| Tate Donovan       | Tom Shayes, prawnik, współpracownik Patty                                                                                          | główna postać       | główna postać       | główna postać       |                     |                     |
| Noah Bean          | David Connor, brat Katie Connor i narzeczony Ellen                                                                                 | główna postać       | gościnnie           | gościnnie           |                     | gościnnie           |
| Ted Danson         | Arthur Frobisher, aferzysta i milioner                                                                                             | główna postać       | główna postać       | główna postać       |                     |                     |
| Željko Ivanek      | Ray Fiske, prawnik Arthura Frobishera                                                                                              | główna postać       | gościnnie           | gościnnie           |                     |                     |
| Anastasia Griffith | Katie Connor, siostra Davida Connora i przyjaciółka Ellen                                                                          | postać drugoplanowa | główna postać       |                     |                     |                     |
| Zachary Booth      | Michael Hewes, syn Patty Hewes i Daniela Purcella                                                                                  | postać drugoplanowa | postać drugoplanowa | postać drugoplanowa | postać drugoplanowa | postać drugoplanowa |
| Michael Nouri      | Phil Grey, mąż Patty i ojczym Michaela                                                                                             | postać drugoplanowa | postać drugoplanowa | gościnnie           | gościnnie           | gościnnie           |
| William Hurt       | Daniel Purcell, ojciec Michaela Hewesa, główny chemik w firmie Ultima National Resources                                           |                     | główna postać       |                     |                     |                     |
| Marcia Gay Harden  | Claire Maddox, doradczyni prawna w firmie Ultima National Resources                                                                |                     | główna postać       |                     |                     |                     |
| Timothy Olyphant   | Wes Krulik, nowy przyjaciel Ellen poznany na terapii grupowej                                                                      |                     | główna postać       | gościnnie           |                     |                     |
| Campbell Scott     | Joe Tobin, były alkoholik, po samobójczej śmierci ojca, Louisa Tobina (Len Cariou), przejmuje jego obowiązki w rodzinnej firmie    |                     |                     | główna postać       |                     |                     |
| Martin Short       | Leonard Winstone, prawnik rodziny Tobinów, naprawdę nazywa się Lester Wiggins                                                      |                     |                     | główna postać       |                     |                     |
| Lily Tomlin        | Marilyn Tobin, żona Louisa Tobina, matka Joego, Rachel i Carol.                                                                    |                     |                     | postać drugoplanowa |                     |                     |
| John Goodman       | Howard T. Erickson, były wojskowy, założyciel i dyrektor generalny High Star Security Corporation, owdowiały ojciec czterech synów |                     |                     |                     | główna postać       |                     |
| Dylan Baker        | Jerry Boorman, inicjator nielegalnej i tragicznie zakończonej misji High Star Security Corporation w Afganistanie                  |                     |                     |                     | główna postać       |                     |
| Chris Messina      | Chris Sanchez, kolega Ellen z czasów szkolnych, najemnik w firmie High Star Security Corporation.                                  |                     |                     |                     | postać drugoplanowa | postać drugoplanowa |
| Ryan Phillippe     | Channing McClaren, twórca strony McClarenTruth.org                                                                                 |                     |                     |                     |                     | główna postać       |
| Jenna Elfman       | Naomi Walling, pracownica Princefield Investment Bank, samotnie wychowuje córkę o imieniu Rachel (Alexandra Socha)                 |                     |                     |                     |                     | postać drugoplanowa |
| John Hannah        | Rutger Simon, gatekeeper strony strony McClarenTruth.org                                                                           |                     |                     |                     |                     | postać drugoplanowa |
| Janet McTeer       | Kate Franklin, prawnik, siostra przyrodnia Patty                                                                                   |                     |                     |                     |                     | postać drugoplanowa |

## Nagrody (wybór)
| Rok  | Nagroda                                                           | Kategoria                                                | Nagrodzeni                               |
| ---- | ----------------------------------------------------------------- | -------------------------------------------------------- | ---------------------------------------- |
| 2007 | 49. Nagrody Australian Film Institute                             | Międzynarodowa nagroda dla najlepszej aktorki            | Rose Byrne                               |
| 2007 | 65. Złote Globy                                                   | Najlepsza aktorka pierwszoplanowa w serialu dramatycznym | Glenn Close                              |
| 2008 | Artios Awards 2008 (przyznawane przez Casting Society of America) | Wybitne osiągnięcia w castingu do serialu dramatycznego  | Julie Tucker                             |
| 2008 | 60. Nagrody Emmy                                                  | Wybitny casting do serialu dramatycznego                 | Julie Tucker, Ross Meyerson, Avy Kaufman |
| 2008 | 60. Nagrody Emmy                                                  | Wybitna aktorka pierwszoplanowa w serialu dramatycznym   | Glenn Close                              |
| 2008 | 60. Nagrody Emmy                                                  | Wybitny aktor drugoplanowy w serialu dramatycznym        | Željko Ivanek                            |
| 2009 | 61. Nagrody Emmy                                                  | Wybitna aktorka pierwszoplanowa w serialu dramatycznym   | Glenn Close                              |
| 2009 | 14. Nagrody Satelity                                              | Najlepsza aktorka w serialu dramatycznym                 | Glenn Close                              |